# Geoffrey William Carr
Geoffrey William Carr ( 1948 - ) es un botánico australiano. En 1979, obtuvo su bachillerato en Ciencias aplicadas, en la Latrobe University. Actualmente es Director y Botánico Principal de Ecology Australia Pty Ltd.

## Algunas publicaciones

### Libros
- geoffrey william Carr. 1991. New taxa in Caladenia R.Br., Chiloglottis R.Br. and Gastrodia R.Br. (Orchidaceae) from south eastern Australia. Número 1 de Indigenous Flora and Fauna Association miscellaneous paper. Editor Indigenous Flora and Fauna Association, 25 pp. ISBN 0646032305

- -------------------------. 1984. Flora and fauna of the Coast Range Forest Block, East Gippsland, Victoria. Número 4 de Ecological survey report. Editor State Forests and Lands Service, 99 pp. ISBN	0724158898

## Honores
Miembro de
- Environmental Institute of Australia
- Ecological Society of Australia
- Invasive Species Council Inc.
- Royal Society of Victoria
- International Weed Science Society
- Weed Science Society of Victoria
- Australian Native Plant Conservation Society
- Victorian Field Naturalists Club
- Australian Native Orchid Society
- Birds Australia
- New South Wales Zoological Society
- Australian Plants Society
- Investigador Asociado Honorario, del Herbario Nacional de Victoria

- La abreviatura «G.W.Carr» se emplea para indicar a Geoffrey William Carr como autoridad en la descripción y clasificación científica de los vegetales.[3]